# Albert White (saltador)
Albert White (14 de maio de 1895 – 8 de julho de 1982) foi um saltador estadunidense, campeão olímpico.

## Carreira
Ele competiu nos Jogos Olímpicos de Verão de 1924 em Paris e venceu a prova masculina de trampolim de 3 metros com a pontuação total de . Na mesma edição do evento, também conseguiu a medalha de ouro na prova de plataforma de 10 metros. Ele competiu colegialmente pela Universidade de Stanford e também foi o capitão da equipe de ginástica de Stanford.